# Joannes de Doperkerk (Sluis)
De Joannes de Doperkerk is de parochiekerk van de Nederlandse stad Sluis, gelegen aan Oude Kerkstraat 20.

## Geschiedenis
De kerk had twee voorlopers. De middeleeuwse Sint-Janskerk was genaast door de Hervormden, en werd na brand gesloopt in 1823. De katholieken hadden een schuilkerk in een woonhuis aan de Garenmarkt in gebruik genomen. Deze raakte bouwvallig en men besloot een echte kerk te bouwen. Pas in 1830 mochten de katholieken daar gebruik van maken, omdat ze de aannemer nog niet geheel betaald hadden.
In 1926 werd de kerk gesloopt en vervangen door een nieuwe kerk.
Deze kerk werd ontworpen door J. Oomen en in 1927 ingezegend. Aanvankelijk had de kerk een hoge torenspits, maar deze ging verloren tijdens de Slag om de Schelde in 1944. Ook het dak van de kerk en het orgel gingen toen verloren. De kerk werd heropgebouwd en de spits werd vervangen door een tentdak. In 2017 werd de kerk met sluiting -en eventuele sloop- bedreigd.

## Gebouw
Het betreft een driebeukige bakstenen kruiskerk met voorgebouwde toren en een vieringtorentje. De kerk werd uitgevoerd in neogotische stijl. De kerk heeft een vijfzijdige koorafsluiting.